# Elecciones estatales del Estado de México de 2015
Las elecciones estatales del Estado de México de 2015 , denominadas oficialmente Proceso Electoral 2014-2015, se llevaron a cabo el domingo 7 de junio de 2015 por el Instituto Electoral del Estado de México (IEEM). En ellas se renovaron los siguientes cargos de elección popular:
- 125 ayuntamientos. Compuestos por un presidente municipal, un síndico y sus regidores, electos para un periodo de tres años no reelegibles para el periodo inmediato.
- 75 Diputados al Congreso del Estado. 45 electos por mayoría relativa en cada uno de los Distrito Electorales y 30 por el principio de Representación proporcional para conformar la LIX Legislatura del Congreso del Estado.

## Preparativos de la elección

### Padrón electoral
Con fecha de corte del 6 de marzo de 2015, existen 11,463,474 personas empadronadas, de los cuales, 11,025,126 se encuentran en la lista nominal de electores. 

De dicha cantidad, 5,256,189 corresponde a hombres y 5,768,937 a mujeres.

### Topes de campaña
Mediante Acuerdo IEEM/CG/20/2015 denominado "Por el que se determinan los Topes de Gastos de Precampaña y Campaña para el Proceso Electoral 2014-2015, por el que se elegirán Diputados a la Legislatura Local y miembros de los Ayuntamientos del Estado"; se establecieron topes de campaña, conforme a lo dispuesto por el artículo 34 del Código Electoral del Estado de México.

En el caso de candidaturas a diputaciones locales, los topes más altos se establecieron en los distritos XXXI La Paz con $14,074,586.55;
XXXVIII Coacalco con $12,879,349.65 y XXXIII Ecatepec de Morelos con $12,303,327.24; mientras que los topes más bajos, se encuentran los Distritos XIV Jilotepec con $2,277,681.93; VI Tianguistengo $2,217,434.40 y VIII Sultepec con $1,863,900.90. 
En el caso de ayuntamientos, los topes más altos se encuentran en los municipios de Ecatepec $28,202,282.19; Nezahualcóyotl con $20,092.133.34 y Naucalpán con $15,493,825.99; mientras que los topes más bajos, fue de $199,350.00 para los municipios de Almoloya del Río, Atizapán, Ayapango, Chapultepec, Ecatzingo, Isidro Fabela, Ixtapan de Oro, Nopaltepec, Otzolapan, papalotla, Rayón, San Simón de Guerrero, Santo Tomás, Temamatla, Tenango del Aire, Texcalyacac, Zacazonapan y Tonanitla.

## Resultados electorales

### Ayuntamientos
| Partido/Alianza | Partido/Alianza                                        | Ayuntamientos |
| --------------- | ------------------------------------------------------ | ------------- |
|                 | Partido Acción Nacional                                | 8             |
|                 | "El Estado de México nos une" (PAN , PT)               | 9             |
|                 | Partido Revolucionario Institucional                   | 25            |
|                 | "De la mano con la gente" (PRI , PVEM , Nueva Alianza) | 60            |
|                 | Partido de la Revolución Democrática                   | 16            |
|                 | Partido del Trabajo                                    | 3             |
|                 | Partido Verde Ecologista de México                     | 0             |
|                 | Movimiento Ciudadano                                   | 1             |
|                 | Nueva Alianza                                          | 1             |
|                 | Movimiento Regeneración Nacional                       | 1             |
|                 | Partido Humanista                                      | 0             |
|                 | Partido Encuentro Social                               | 1             |
|                 | Partido Futuro Democrático                             | 0             |

#### Ecatepec de Morelos
|  | 7.83 % |

|  | 41.46 % |

|  | 18.33 % |

|  | 2.81 % |

|  | 2.55 % |

|  | 12.74 % |

|  | 2.87 % |

|  | 5.49 % |

|  | 0.57 % |

|  | 0.15 % |

|  | 5.13 % |

|  | 100.00 % |

#### Nezahualcóyotl
|  | 3.06 % |

|  | 20.61 % |

|  | 53.19 % |

|  | 0.93 % |

|  | 2.05 % |

|  | 1.33 % |

|  | 1.88 % |

|  | 7.51 % |

|  | 1.70 % |

|  | 2.95 % |

|  | 0.35 % |

|  | 0.15 % |

|  | 4.23 % |

|  | 100.00 % |

#### Naucalpan de Juárez
|  | 35.60 % |

|  | 32.11 % |

|  | 4.80 % |

|  | 1.33 % |

|  | 2.85 % |

|  | 10.82 % |

|  | 2.41 % |

|  | 4.41 % |

|  | 0.49 % |

|  | 0.19 % |

|  | 4.93 % |

|  | 100.00 % |

#### Toluca
|  | 27.27 % |

|  | 41.04 % |

|  | 6.72 % |

|  | 4.15 % |

|  | 3.00 % |

|  | 5.87 % |

|  | 2.62 % |

|  | 4.46 % |

|  | 0.56 % |

|  | 0.12 % |

|  | 4.13 % |

|  | 100.00 % |

#### Tlalnepantla de Baz
|  | 27.40 % |

|  | 33.79 % |

|  | 11.09 % |

|  | 2.62 % |

|  | 10.54 % |

|  | 2.94 % |

|  | 5.33 % |

|  | 0.63 % |

|  | 0.17 % |

|  | 5.45 % |

|  | 100.00 % |

#### Chimalhuacán
|  | 4.61 % |

|  | 48.05 % |

|  | 15.30 % |

|  | 2.16 % |

|  | 1.50 % |

|  | 16.78 % |

|  | 2.39 % |

|  | 4.34 % |

|  | 0.60 % |

|  | 0.07 % |

|  | 4.15 % |

|  | 100.00 % |

#### Cuautitlán Izcalli
|  | 31.52 % |

|  | 35.64 % |

|  | 3.94 % |

|  | 3.64 % |

|  | 11.04 % |

|  | 2.79 % |

|  | 6.29 % |

|  | 0.68 % |

|  | 0.18 % |

|  | 4.32 % |

|  | 100.00 % |

#### Tultitlán
|  | 8.55 % |

|  | 37.51 % |

|  | 18.62 % |

|  | 3.53 % |

|  | 5.63 % |

|  | 12.09 % |

|  | 3.32 % |

|  | 5.94 % |

|  | 0.14 % |

|  | 4.53 % |

|  | 100.00 % |

#### Atizapán de Zaragoza
|  | 40.30 % |

|  | 32.15 % |

|  | 4.01 % |

|  | 2.56 % |

|  | 9.43 % |

|  | 5.99 % |

|  | 0.75 % |

|  | 0.18 % |

|  | 4.60 % |

|  | 100.00 % |

#### Ixtapaluca
|  | 4.98 % |

|  | 45.78 % |

|  | 32.09 % |

|  | 0.87 % |

|  | 1.72 % |

|  | 5.95 % |

|  | 1.65 % |

|  | 2.99 % |

|  | 0.40 % |

|  | 0.10 % |

|  | 3.33 % |

|  | 100.00 % |

## Diputados

### LIX Legislatura del Congreso del Estado de México
| Partido                                           | Partido                              | Diputados Mayoría relativa | Diputados Rep. Proporcional | Total | +/- |
| ------------------------------------------------- | ------------------------------------ | -------------------------- | --------------------------- | ----- | --- |
|                                                   | Partido Acción Nacional              | 4                          | 7                           | 11    | 0   |
|                                                   | Partido Revolucionario Institucional | 34                         | 0                           | 34    | -5  |
|                                                   | Partido de la Revolución Democrática | 6                          | 6                           | 12    | 0   |
|                                                   | Partido del Trabajo                  | 0                          | 2                           | 2     | 0   |
|                                                   | Partido Verde Ecologista de México   | 0                          | 2                           | 2     | -2  |
|                                                   | Movimiento Ciudadano                 | 0                          | 3                           | 3     | +1  |
|                                                   | Nueva Alianza                        | 0                          | 2                           | 2     | -3  |
|                                                   | Movimiento Regeneración Nacional     | 1                          | 5                           | 6     | +6  |
|                                                   | Partido Encuentro Social             | 0                          | 3                           | 3     | +3  |
| Total                                             | Total                                | 45                         | 30                          | 75    |     |
| Fuente: Instituto Electoral del Estado de México. |                                      |                            |                             |       |     |